# Scutellospora crenulata
Scutellospora crenulata är en svampart som beskrevs av R.A. Herrera, Cuenca & C. Walker 2001. Scutellospora crenulata ingår i släktet Scutellospora och familjen Gigasporaceae.   Inga underarter finns listade i Catalogue of Life.